# Polyrhachis asomaningi
Polyrhachis asomaningi är en myrart som beskrevs av Bolton 1973. Polyrhachis asomaningi ingår i släktet Polyrhachis och familjen myror. Inga underarter finns listade i Catalogue of Life.

## Bildgalleri

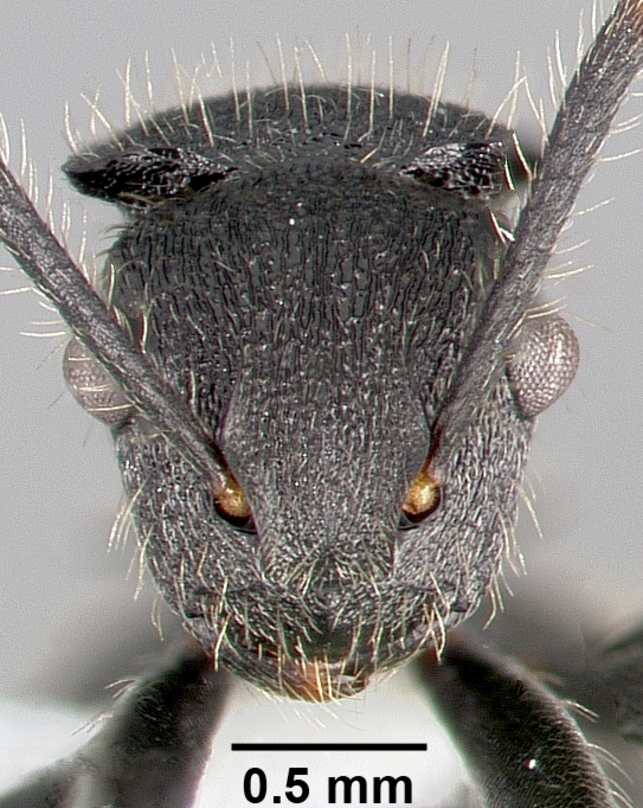